# كلوفيس داردينتور
كلوفيس داردينتور (بالفرنسية: Clovis Dardentor)‏ هي رواية هزلية فرنسية لجول فيرن نشرت في عام 1896.

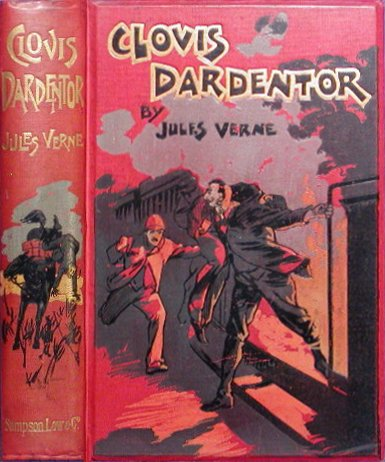
غلاف النسخة الإنجليزية